# مانتوديون (إففويا)
مانتوديون (Μαντούδιον) هي مدينة في إففويا في مقاطعة كينتريكي إلادا في اليونان.
يبلغ عدد سكانها حوالي 1552 نسمة.